# Страменопіли
Страменопіли (=Stramenopiles, Гетероконти =Heterokonta) — таксон організмів, виділений за яскравою фенотипічною ознакою: поверхня джгутиків (у монадних клітин) вкрита мастигонемами тричленної будови (ретронемами). Джгутиків у монадних клітинах зазвичай два і вони морфологічно різні (гетероконтні). 
До таксона потрапили організми з різноманітними типами покривів (оболонками, панцирами, плазмалемою з додатковими захисними структурами) і з різними стратегіями живлення: одноклітинні вільноплаваючі (Bicosoecida), комменсали (Opalinida), грибоподібні гетеротрофи (Oomycota, Hyphochytriomycota, Labyrinthulomycota) та велика група фотоавтотрофних хромофітових водоростей.
Молекулярно-філогенетичні дослідження підтвердили монофілію таксона і 2008 року за результатами тих же досліджень його об'єднали разом із альвеолятами та ризаріями в супергрупу SAR.

## Класи
- Забарвлені групи

Хромофітові водорості [=Ochrophyta]:
- Actinochrysophyceae[джерело?]
- Діатомові водорості [=Bacillariophyceae]
- Bolidophyceae[джерело?]
- Золотисті водорості [=Chrysophyceae]
- Евстигмафіцієві [=Eustigmatophyceae]
- Pelagophyceae[джерело?]
- Бурі водорості [=Phaeophyceae]
- Phaeothamniophyceae[джерело?]
- Рафідофітові водорості [=Raphidophyceae]
- Синурофіцієві [=Synurophyceae]
- Жовтозелені водорості [=Xanthophyceae]
- Діктіохофітові водорості [=Силікофлагеляти =Dictyochophyceae]

Незабарвлені групи
Псевдогриби:
- Ооміцети [=Oomycetes]
- Гіфохітриомікотові [=Hyphochytriomycetes]

Bigyra[джерело?]:
- Bigyromonadea
- Bicosoecea
- Лабіринтуломікотові [=Labyrinthulomycetes]
- Opalinea
- Proteromonadea
- Blastocystis